# Medaile Za dobytí Vídně
Medaile Za dobytí Vídně (rusky Медаль «За взятие Вены») byla sovětská vojenská medaile založená roku 1945. Udílena byla sovětským vojákům účastnícím se bojů o Vídeň na jaře 1945.

## Historie a pravidla udílení
Medaile byla založena dekretem prezidia Nejvyššího sovětu Sovětského svazu ze dne 9. června 1945 na památku obsazení Vídně během druhé světové války.
Udílena byla příslušníkům Rudé armády, sovětského námořnictva a příslušníkům NKVD, kteří se přímo účastnili útoku a obsazení Vídně v rozhodném období mezi 16. březnem až 13. dubnem 1945. Medaile byla reformována dekretem Nejvyššího sovětu Sovětského svazu č. 2523-X ze dne 18. července 1980.
Medaile se nosí na levé straně hrudi spolu s dalšími vyznamenáními. Medaile Za dobytí Vídně se v přítomnosti dalších sovětských medailí nosí za Medailí Za dobytí Královce. Pokud se nosí s vyznamenáními Ruské federace, pak mají ruská vyznamenání přednost.
Do 1. ledna 1995 bylo vyznamenání uděleno přibližně v 277 380 případech.

## Popis medaile
Medaile pravidelného kulatého tvaru o průměru 32 mm je vyrobená z mosazi. Na přední straně je uprostřed nápis v cyrilici ЗА ВЗЯТИЕ ВЕНЫ. Nad nápisem je pěticípá hvězda a pod ním je vavřínová větvička. Na zadní straně je datum obsazení Vídně 13 апреля 1945. Nad datem je pěticípá hvězdička. Všechny vyobrazení a nápisy jsou vyvýšené.
Medaile je připojena pomocí jednoduchého kroužku ke kovové destičce ve tvaru pětiúhelníku potažené hedvábnou stuhou z moaré. Stuha široká 24 mm je světle modrá se širokým tmavě modrým pruhem uprostřed.